# Câble coaxial
Pour les articles homonymes, voir câble.
« Coaxial » redirige ici.  Pour rotors principaux coaxiaux, voir rotor contrarotatif.

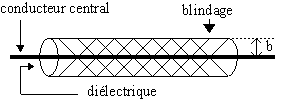
Ligne ou câble coaxial

Le câble coaxial ou ligne coaxiale désigne une ligne de transmission ou liaison asymétrique, utilisée en basses ou hautes fréquences, composée d'un câble à deux conducteurs (central et extérieur), dont le conducteur externe assure le plus souvent le blindage.
L'invention en est attribuée à Oliver Heaviside (breveté en 1880). L'Américain Herman Affel a développé le câble coaxial moderne, dont le brevet a été accepté en 1931.
En réception de signaux de télévision, le câble coaxial est le plus souvent associé à la prise d'antenne ou à la fiche F.

## Principes techniques
L'âme centrale, qui peut être mono-brin ou multi-brins en cuivre ou en cuivre étamé / argenté, voire en acier cuivré, est entourée d'un matériau diélectrique, isolant. Le diélectrique peut être d'une part, entouré d'une tresse simple ou double conductrice, sous laquelle peut figurer un feuillard / un ruban en cuivre ou en aluminium enroulé ou d'un tube en cuivre nu, cuivre annelé, cuivre étamé ou aluminium étamé et d'autre part, d'une gaine extérieure isolante et protectrice. Pour les câbles coaxiaux ayant un blindage externe sous la forme d'un tube métallique, la dénomination câble semi-rigide est généralement employée.
Sa forme spécifique permet de ne générer et de ne capter aucun flux perturbateur extérieur. Ce type de câble est employé pour la télédistribution de signaux numériques ou analogiques à haute ou basse fréquence ainsi que pour les câbles rayonnants associés à un émetteur, notamment exploités pour véhiculer les ondes radio dans les tunnels ou les souterrains.

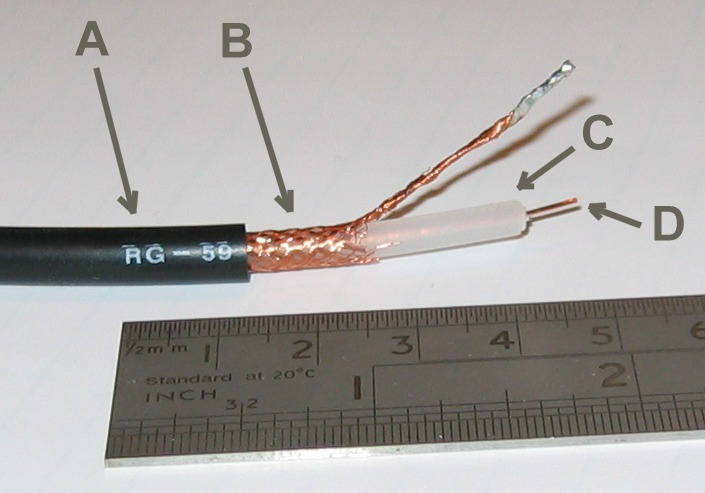
Câble coaxial flexible de type RG-59
A : Gaine extérieure en plastique
B : Blindage en cuivre
C : Diélectrique
D : Conducteur central (âme) en cuivre

Les deux conducteurs de pôles opposés d'un câble coaxial sont de natures différentes (sur une ligne bifilaire, constituée de deux conducteurs parallèles séparés par un diélectrique, ils sont indifférenciés) : l'âme, qui est le conducteur central en cuivre est entourée d'un matériau isolant, puis d'un blindage qui est le second conducteur, généralement constitué de tresses de cuivres. La caractéristique spécifique de ce type de câble est que les axes centraux de symétrie des deux conducteurs se confondent : la conséquence est qu'ils subissent les mêmes perturbations induites par les champs électromagnétiques environnants lorsqu'elles n'ont pas été bloquées par le blindage. Le blindage arrête avant tout les plus hautes fréquences. Le blindage évite aussi que les conducteurs ne produisent des perturbations vers le milieu extérieur. Cela fonctionne sur le principe de la cage de Faraday. 
Le signal utile est égal à la différence de tension entre les deux conducteurs. En théorie, quand les axes sont parfaitement confondus, les champs magnétiques extérieurs créent le même gain (ou la même perte) de potentiel sur les deux parties du câble. La tension induite (créée par les champs perturbateurs) est donc nulle, et le signal est transmis sans perturbation.

## Usages
Par exemple, il est possible de trouver un câble coaxial :

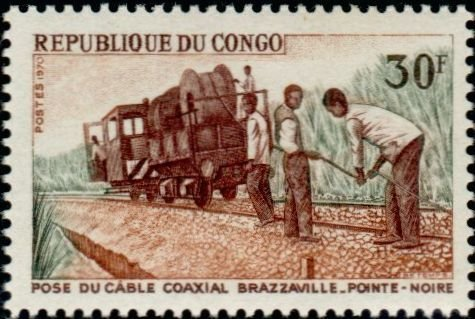
Timbre émis en 1970 par la République du Congo pour commémorer la pose du câble coaxial Brazzaville-Pointe-Noire.

- dans les réseaux de transmissions de données tels qu'Ethernet dans ses anciennes versions : 10BASE2 et 10BASE5 ;
- pour les liaisons inter-urbaines téléphoniques et dans les câbles sous-marins ;
- pour le transport d'un signal vidéo, exemple caméra filaire déportée, sur des distances significatives (plusieurs dizaines de mètres) ;
- pour le transport d'un signal HF, VHF ou UHF depuis ou à destination d'une antenne de transmission.

À partir de la fin du XXe siècle, le câble coaxial est progressivement remplacé par la fibre optique pour les utilisations sur de longues distances (supérieures à un kilomètre) ainsi que pour les liaisons IP destinées aux entreprises ou au particulier, notamment avec le standard FTTH.
Le câble coaxial peut être installé le long des murs, gouttières ou enfoui car la présence d'objets n'influence pas la propagation du signal dans la ligne dès lors qu'on ne lui applique pas une flexion ou courbure trop prononcée qui affecte son impédance. La perte énergétique dans un câble coaxial augmente avec la fréquence ou la distance (longueur de la liaison) et elle est affectée par les caractéristiques du diélectrique.
On peut placer, entre la sortie d'une antenne (symétrique) et la ligne coaxiale (asymétrique) un balun (BALanced/UNbalanced, convertisseur symétrique/asymétrique) pour équilibrer l'impédance entre l'antenne et le câble, en réception comme en émission. Toutefois, dès lors qu'on a converti le signal en asymétrique, les caractéristiques et avantages du coaxial sont également affectés.
La connexion au câble coaxial doit être réalisée par l'utilisation de connecteurs coaxiaux adaptés au câble et montés en respectant les indications fournies pour conserver à l'ensemble les caractéristiques souhaitées sur le plan de la qualité de transmission (voir par exemple le connecteur BNC). Pour la TV Numérique Terrestre, les fiches IEC 60169-2 sont recommandées, alors que pour la TV par satellite ce sont les fiches F à visser, bien qu'elles soient montées sur un même type de câble « grand public ».

## Caractéristiques
Elles sont données par les constructeurs.
Caractéristiques mécaniques du câble coaxial :
- la nature du conducteur et ses dimensions ;
- les diamètres intérieur du conducteur central (celui-ci est parfois creux) et extérieur de la gaîne ;
- la nature du diélectrique (exemples : en téflon PTFE / FEP, en polyéthylène PE, en polypropylène PP) ;
- le rayon de courbure minimal (autour duquel le câble peut être courbé) ;
- la gamme de température.

Caractéristiques électriques du câble coaxial :
- son impédance caractéristique Zc, standardisée à 75 ohms pour la TV (SAT et TNT), la radio FM, la vidéo ou l'audio, et à 50 ohms pour l'instrumentation ou la connexion d'antennes Wi-Fi, les hyperfréquences et les anciens réseaux ethernet, de même que les installations d'émission en général ;
- sa constante d'affaiblissement ou son atténuation α à une fréquence donnée, qui traduit les pertes dans la ligne (en dB/m) ;
- sa fréquence d'utilisation et sa fréquence de coupure ;
- sa vitesse de propagation ;
- sa rigidité diélectrique.

## Pertes
Les courants haute fréquence circulent dans une pellicule proche de la surface des conducteurs. L'épaisseur de cette pellicule diminue quand la fréquence augmente. La résistance d'un conducteur augmente comme la racine carrée de la fréquence ; c'est ce qu'on appelle l'« effet pelliculaire ».
Les pertes produisent une diminution de l'amplitude du signal en fin de ligne ; cela se manifeste par exemple par une diminution de la puissance RF rayonnée dans le cas d'un émetteur. Voici quelques règles :
- plus le diamètre du conducteur est petit, plus grande sera sa résistance, et donc plus il y aura de pertes ;
- plus la fréquence augmente, plus il y aura de pertes ;
- plus on augmente la longueur du câble, plus il y aura de pertes ;
- 19 Vatc = perte de 19 dB/100 mètres à une fréquence de référence de 800 MHz (790 précis) ;
- 17 Vatc = perte de 17 dB/100 mètres à une fréquence de référence de 800 MHz.

En réception satellite (B.I.S 950/2150 MHz) le câble 17 Vatc ou Patc est préconisé, ainsi que pour la réception (C 21/60) de la TV terrestre numérique (TNT) « délicate ». En d'autres termes, pour une installation TV terrestre monoprise, avec une longueur de descente d'antenne standard, jusqu'à 20/25 mètres, la dégradation (atténuation) est contenue, de l'ordre de 4,5 dB.
Les pertes en mode satellite à la fréquence maximale de 2 150 MHz oscillent autour de 31 dB/100 m.
En outre, il existe un rapport optimum du diamètre de l'âme sur celui du blindage. Celui-ci correspond à une impédance caractéristique de 75 Ω, ce qui explique que cette valeur soit employée pour les câbles de réception qui doivent minimiser les pertes, toutes choses étant égales par ailleurs.
Pour le transport de puissance, on aurait tendance à penser que maximiser le diamètre de l'âme diminue la résistance et donc les pertes. Ceci est vrai en continu, mais en haute fréquence, l'épaisseur réduite du diélectrique entraîne une tension de claquage plus faible, et donc une puissance maximale admissible limitée. L'optimum se réalise pour une impédance caractéristique de l'ordre de 30 Ω. La valeur de 50 Ω correspond à un compromis entre pertes en émission et pertes en réception.

## Caractéristiques des principales références de câbles coaxiaux
|                               |                       |            |        | Atténuation aux 100 m (en dB) | Atténuation aux 100 m (en dB) | Atténuation aux 100 m (en dB) |                           |              |
|                               | Impédance Z (en ohms) | Coef. Vel. | pF/m   | 30 MHz                        | 100 MHz                       | 400 MHz                       | Diamètre (en millimètres) | Diélectrique |
| ----------------------------- | --------------------- | ---------- | ------ | ----------------------------- | ----------------------------- | ----------------------------- | ------------------------- | ------------ |
| RF400TT                       | 50 ±3                 | 0,84       | 80     | 1,8                           | 3,6                           | 8,4                           | 10,3                      | FOAM PE      |
| RG-5/U                        | 52,5                  | 0,66       | 93,5   | 6,2                           | 8,8                           | 19,4                          | 8,432                     | PE           |
| RG-5B/U                       | 50                    | 0,66       | 96,78  | 6,2                           | 7,9                           | 19,4                          | 8,432                     | PE           |
| RG-6A/U                       | 75                    | 0,66       | 67     | 6,2                           | 8,9                           | 19,4                          | 8,432                     | PE           |
| RG-7/U                        | 95                    |            | 41     |                               | 7,8                           | 17                            |                           |              |
| RG-8/U                        | 50                    | 0,66       | 96,5   |                               | 6,25                          | 13,8                          | 10,3                      |              |
| RG-8/U                        | 52                    | 0,66       | 97     | 4,7                           | 6,25                          | 13,4                          | 10,3                      | PE           |
| RG-8/U                        | 50                    | 0,8        | 83,3   |                               |                               |                               | 10,3                      | PEF          |
| RG-8A/U                       | 50                    | 0,66       | 100    | 4,7                           | 6,2                           | 13,4                          | 10,3                      | PE           |
| RG-8A/U                       | 52                    | 0,66       | 97     |                               | 5,75                          | 13,5                          |                           |              |
| RG-8mini                      |                       |            | 80     |                               | 25                            |                               | 6,1                       |              |
| RG-8 XX                       | 50                    | 0,83       | 80     | 7,04                          | 10,10                         | 22,5                          | 6,15                      | PEF          |
| RG-9/U                        | 51                    | 0,66       | 98,4   | 4,9                           | 6,5                           | 16,4                          | 10,79                     | PE           |
| RG-9A/U                       | 51                    | 0,66       | 98,4   | 4,9                           | 7,6                           | 16,4                          | 10,79                     | PE           |
| RG-9B/U                       | 50                    | 0,66       | 100    | 4,9                           | 7,6                           | 16,4                          | 10,79                     | PE           |
| RG-10A/U                      | 50                    | 0,66       | 100    | 4,3                           | 6,2                           | 13,4                          | 12,06                     | PE           |
| RG-11/U                       | 75                    | 0,66       | 67,2   | 5,3                           | 7,5                           | 15,8                          | 10,3                      | PE           |
| RG-11/U                       | 75                    | 0,8        | 55,4   |                               |                               |                               | 10,3                      | PEF          |
| RG-11A/U                      | 75                    | 0,66       | 67,5   | 4                             | 7,5                           | 15,7                          | 10,3                      | PE           |
| RG-11A/U                      | 75                    | 0,66       | 68     | 4                             | 7,5                           | 15,7                          | 10,3                      | PE           |
| RG-12/U                       | 75                    | 0,66       | 67,5   |                               |                               |                               | 12                        | PE           |
| RG-12A/U                      | 75                    | 0,66       | 67,5   | 5,2                           | 7,54                          | 15,7                          | 12                        | PE           |
| RG-13/U                       | 74                    | 0,66       | 67,5   | 5,3                           | 7,6                           | 15,8                          |                           |              |
| RG-13A/U                      | 75                    | 0,66       | 67,5   | 5,2                           | 7,5                           | 15,7                          | 10,8                      | PE           |
| RG-14A/U                      | 50                    | 0,66       | 100    | 3,3                           | 4,6                           | 10,2                          | 13,84                     | PE           |
| RG-16/U                       | 52                    | 0,67       | 96,8   |                               | 3,95                          |                               | 16                        |              |
| RG-17/U                       | 52                    | 0,66       | 96,7   | 2,03                          | 3,11                          | 7,87                          | 22,1                      | PE           |
| RG-17A/U                      | 52                    | 0,66       | 98,4   | 2,03                          | 3,11                          | 7,9                           | 22,1                      | PE           |
| RG-18/U                       | 52                    | 0,66       |        | 2,03                          | 3,11                          | 7,87                          |                           | PE           |
| RG-18A/U                      | 50                    | 0,66       | 100    | 2,03                          | 3,11                          | 7,9                           | 24                        | PE           |
| RG-19/U                       | 52                    | 0,66       | 100    | 1,59                          | 2,26                          | 6,07                          |                           | PE           |
| RG-19A/U                      | 50                    | 0,66       | 100    | 1,5                           | 2,26                          | 6,07                          | 28,44                     | PE           |
| RG-20/U                       | 52                    | 0,66       | 100    | 1,5                           | 2,26                          | 6,07                          |                           | PE           |
| RG-20A/U                      | 50                    | 0,66       | 100    | 1,5                           | 2,26                          | 6,07                          | 30,35                     | PE           |
| RG-21A/U                      | 50                    | 0,66       | 100    | 30,5                          | 42,7                          | 85,3                          | 8,432                     | PE           |
| RG-22B/U                      | 95                    |            | 52,9   |                               | 9,8                           | 22,3                          |                           |              |
| RG-29/U                       | 53,5                  | 0,66       | 93,5   |                               | 14,4                          | 31,5                          | 4,673                     | PE           |
| RG-34A/U                      | 75                    | 0,66       | 67,2   | 2,79                          | 4,59                          | 10,9                          | 16                        | PE           |
| RG-34B/U                      | 75                    | 0,66       | 67     | 2,79                          | 4,6                           | 10,9                          | 16                        | PE           |
| RG-35A/U                      | 75                    | 0,66       | 67,3   | 1,9                           | 2,8                           | 6,4                           | 24                        | PE           |
| RG-35B/U                      | 75                    | 0,66       | 67     | 1,9                           | 2,79                          | 6,4                           |                           | PE           |
| RG-54A/U                      | 58                    | 0,66       | 87     |                               | 10,5                          | 22,3                          | 6,35                      | PE           |
| RG-55/U                       | 53,5                  | 0,66       | 93,5   | 10,5                          | 15,8                          | 32,8                          | 5,3                       | PE           |
| RG-55A/U                      | 50                    | 0,66       | 97     | 10,5                          | 15,8                          | 32,8                          | 5,5                       | PE           |
| RG-55B/U                      | 53,5                  | 0,66       | 94     | 10,5                          | 15,8                          | 32,8                          | 5,5                       | PE           |
| RG-58/U                       | 50                    | 0,66       | 95     |                               | 16,1                          | 39,5                          | 5                         | PE           |
| RG-58/U                       | 53,5                  | 0,66       | 93,3   |                               | 15,3                          | 34,5                          | 5                         | PE           |
| RG-58/U                       | 75                    | 0,79       | 55,5   |                               | 15,1                          | 34,5                          | 6,2                       | PEF          |
| RG-58A/U                      | 53,5                  | 0,66       | 93,5   | 10,9                          | 16                            | 39,4                          | 4,96                      | PE           |
| RG-58B/U                      | 53,5                  | 0,66       | 93,5   |                               | 15,1                          | 34,4                          | 4,96                      | PE           |
| RG-58C/U                      | 50                    | 0,66       | 100    | 10,9                          | 16,1                          | 39,4                          | 4,95                      | PE           |
| M&P Rg58 C/U                  | 50 ±3                 | .66        | 11 ±2  | 7.9                           | 15.8                          | 33.3                          | 5 ±.15                    | PE           |
| RG-59/U                       | 73                    | 0,66       | 68,6   | 7,9                           | 11,2                          | 23                            | 6,2                       | PE           |
| RG-59/U                       | 75                    | 0,79       | 55,5   |                               |                               |                               | 6,2                       | PEF          |
| RG-59A/U                      | 75                    | 0,66       | 67,3   | 7,9                           | 11,2                          | 23                            | 6,2                       | PE           |
| RG-59B/U                      | 75                    | 0,66       | 67     | 7,9                           | 11,2                          | 23                            | 6,2                       | PE           |
| RG-62/U                       | 93                    | 0,84       | 44,3   | 5,7                           | 8,86                          | 17,4                          | 6,2                       | PEA          |
| RG-62/U                       | 95                    | 0,79       | 44     |                               |                               |                               | 6,2                       | PEF          |
| RG-62A/U                      | 93                    | 0,84       | 44,3   | 5,7                           | 8,86                          | 17,4                          | 6,2                       | PEA          |
| RG-62B/U                      | 93                    | 0,86       | 46     |                               | 9,51                          | 20,34                         | 6,2                       | PEA          |
| RG-63B/U                      | 125                   | 0,76       | 36     |                               | 4,92                          | 11,15                         | 10,3                      | PE           |
| RG-67B/U                      | 93                    |            | 43     |                               | 9,5                           | 20,3                          |                           |              |
| RG-71B/U                      | 93                    | 0,66       | 46     | 5,7                           | 8,86                          | 17,4                          | 6,2                       | PE           |
| RG-74A/U                      | 50                    | 0,66       | 100    | 3,3                           | 4,6                           | 10,2                          | 15,7                      | PE           |
| RG-79B/U                      | 125                   | 0,74       | 36     |                               |                               | 16                            | 11,5                      | PE           |
| RG-83/U                       | 35                    | 0,66       | 144,4  |                               | 9,2                           |                               | 10,3                      | PE           |
| RG-84A/U                      | 75                    |            | 67     | 2                             | 2,79                          | 6,4                           |                           |              |
| RG-112 /U                     | 50                    | 0,66       | 100    |                               |                               | 45                            | 4,06                      | PE           |
| RG-114A/U                     | 185                   | 0,66       | 22     |                               |                               | 42                            | 10,3                      | PE           |
| RG-122/U                      | 50                    | 0,66       | 100    | 14,8                          | 23                            | 54,2                          |                           |              |
| RG-133A/U                     | 95                    | 0,66       | 53     |                               |                               |                               | 10,3                      | PE           |
| RG-141/U                      | 50                    | 0,7        | 96,5   |                               | 10,82                         | 22,64                         | 4,9                       | T            |
| RG-141A/U                     | 50                    | 0,69       | 96,5   |                               | 10,82                         | 22,64                         | 4,9                       | T            |
| RG-142/U                      | 50                    | 0,7        | 96,5   |                               | 12,8                          | 26,25                         | 5,3                       | T            |
| RG-142A/U                     | 50                    | 0,7        | 95     | 9                             | 12,8                          | 26,25                         | 4,95                      | T            |
| RG-142B/U                     | 50                    | 0,7        | 96,5   |                               | 12,8                          | 26,25                         | 4,95                      | T            |
| RG-164/U                      | 75                    | 0,66       | 67     | 2                             | 2,79                          | 6,4                           | 22,1                      | PE           |
| RG-174/U                      | 50                    | 0,66       | 101    | 17                            | 29,2                          | 57,4                          | 2,55                      | PE           |
| RG-174A/U                     | 50                    | 0,66       | 100    | 21,7                          | 29,2                          | 57,4                          | 2,54                      | PE           |
| RG-177/U                      | 50                    | 0,66       | 100    | 2,03                          | 3,11                          | 7,9                           | 22,73                     | PE           |
| RG-178B/U                     | 50                    | 0,7        | 93,5   |                               |                               | 91,9                          | 1,9                       | T            |
| RG-179B/U                     | 75                    | 0,7        |        |                               |                               |                               | 2,54                      | T            |
| RG-180B/U                     | 95                    | 0,7        |        |                               |                               |                               | 3,68                      | T            |
| RG-187A/U                     | 75                    | 0,7        | 64     |                               |                               | 52,5                          | 2,79                      | T            |
| RG-188A/U                     | 50                    | 0,7        | 95     | 17                            | 37,4                          | 54,8                          | 2,79                      | T            |
| RG-195A/U                     | 95                    | 0,7        |        |                               |                               |                               | 3,93                      | T            |
| RG-196A/U                     | 50                    | 0,7        | 95     | 27                            | 43                            | 95                            | 2,03                      | T            |
| RG-212/U                      | 50                    | 0,66       | 100    | 6,2                           | 8,9                           | 19,4                          | 8,43                      | PE           |
| RG-213/U                      | 50                    | 0,66       | 97     | 3,2                           | 6,25                          | 13,5                          | 10,3                      | PE           |
| RG-213/U                      | 50                    | 0,66       | 97     | 3,2                           | 6                             | 13                            | 10,3                      | PE           |
| RG-213/U                      | 50                    | 0,66       | 101    | 3,2                           | 7                             | 13,5                          | 10,3                      | PE           |
| RG-213/U                      | 52                    | 0,66       | 101    | 4,3                           | 6,2                           | 13,5                          | 10,3                      | PE           |
| RG-213foam                    | 50                    | 0,772      | 73     | 1,95                          |                               | 11,6                          | 10,3                      | PEF          |
| RG-213 US → 100               | 50                    | 0,66       | 101    | 2,45                          |                               |                               | 10,3                      | PE           |
| M&P Rg213 /U                  | 50 ±3                 | .66        | 101 ±2 | 3.45                          | 6.1                           | 13.5                          | 10.2 ±.15                 | PE           |
| RG-214/U                      | 50                    | 0,66       | 100    | 4,9                           | 7,6                           | 16,4                          | 10,8                      | PE           |
| RG-214 US                     | 50                    | 0,66       | 101    | 3,2                           | 5,7                           | 13                            | 10,8                      | PE           |
| M&P Rg214 A/U                 | 50 ±3                 | .66        | 101 ±2 | 3.4                           | 6.2                           | 14.5                          | 10.8 ±.15                 | PE           |
| RG-215/U                      | 50                    | 0,66       | 101    | 4,3                           | 6,2                           | 13,5                          | 12,1                      | PE           |
| RG-216/U                      | 75                    | 0,66       | 67     | 5,3                           | 7,6                           | 15,8                          | 10,8                      | PE           |
| RG-217/U                      | 50                    | 0,66       | 100    | 3,9                           | 4,6                           | 10,17                         | 13,84                     | PE           |
| RG-218/U                      | 50                    | 0,66       | 100    | 2,03                          | 3,11                          | 7,87                          | 22,1                      | PE           |
| RG-219/U                      | 50                    | 0,66       | 100    | 2,03                          | 3,11                          | 7,87                          |                           | PE           |
| RG-220/U                      | 50                    | 0,66       | 96,8   | 1,5                           | 2,29                          | 6,07                          | 28,45                     | PE           |
| RG-221/U                      | 50                    | 0,66       | 100    | 1,5                           | 2,26                          | 6,07                          | 30                        | PE           |
| RG-222/U                      | 50                    | 0,66       | 100    | 30,5                          | 42,7                          | 85,3                          | 5,5                       | PE           |
| RG-223/U                      | 50                    | 0,66       | 101    | 10,5                          | 15,8                          | 32,8                          | 5,3                       | PE           |
| RG-224/U                      | 50                    | 0,66       | 100    | 3,3                           | 4,6                           | 10,2                          | 15,6                      | PE           |
| RG-225/U                      | 50                    |            | 96     |                               |                               |                               |                           |              |
| RG-302/U                      | 75                    | 0,7        | 69     |                               |                               |                               | 5,23                      | T            |
| RG-303/U                      | 50                    | 69,5       | 93,5   |                               |                               | 26,3                          |                           | T            |
| RG-316/U                      | 50                    | 0,7        | 95     | 17                            | 28                            |                               | 2,59                      | T            |
| RG-331/U                      | 50                    | 0,78       |        |                               |                               |                               |                           |              |
| RG-332/U                      | 50                    | 0,78       |        |                               |                               |                               |                           |              |
| RG-7612                       | 25                    | 0,696      |        |                               |                               |                               |                           |              |
| Aircom +                      | 50                    | 0,84       | 84     | 1,8                           | 3,3                           | 7,4                           | 10,3                      | PEA          |
| Aircell-5                     | 50                    | 0,82       | 82     | 5                             | 9,78                          | 20,95                         | 5                         | PE           |
| Aircell-7                     | 50                    | 0,83       | 75     | 3,7                           | 6,28                          | 13,5                          | 7,3                       | PEA          |
| Bamboo 3                      | 75                    | 0,89       |        |                               | 1,9                           |                               | 17,5                      | PEA          |
| Bamboo 6                      | 75                    | 0,88       |        |                               | 3,7                           |                               | 10,5                      | PEA          |
| C 50-900                      | 50                    | 0.85       | 81     |                               | 10,5                          | 23,8                          |                           |              |
| CAF1,1/5,3                    | 75                    | 0,82       | 54     | 2,9                           | 5,3                           |                               | 7,4                       | PEF          |
| CAF1,6/7,3                    | 75                    | 0,82       | 54     | 2,1                           | 3,9                           |                               | 9,8                       | PEF          |
| CAF1,9/8,8                    | 75                    | 0,82       | 54     | 1,7                           | 3,2                           |                               | 11,3                      | PEF          |
| CAF2,5/11,4                   | 75                    | 0,82       | 54     | 1,4                           | 2,6                           |                               | 13,9                      | PEF          |
| CAF3,7/17,3                   | 75                    | 0,82       | 54     | 0,91                          | 1,7                           |                               | 20,3                      | PEF          |
| CF1/2"                        | 50                    | 0,82       | 82     | 1,28                          | 2,4                           |                               | 16                        | PEF          |
| CF1/2"                        | 60                    | 0,82       | 68     | 5,8                           | 3,1                           |                               | 16                        | PEF          |
| CF1/2"                        | 75                    | 0,82       | 54     | 4,9                           | 2,6                           |                               | 16                        | PEF          |
| CF1/4"                        | 50                    | 0,82       | 82     | 2,4                           | 4,5                           |                               | 10                        | PEF          |
| CF1/4"                        | 60                    | 0,82       | 68     | 2,3                           | 4,3                           |                               | 10                        | PEF          |
| CF1/4"                        | 75                    | 0,82       | 54     | 2,3                           | 4,3                           |                               | 10                        | PEF          |
| CF3/8"                        | 50                    | 0,82       | 82     | 1,9                           | 3,5                           |                               | 12,1                      | PEF          |
| CF5/8"                        | 75                    | 0,82       | 54     | 1                             | 1,91                          |                               | 19,6                      | PEF          |
| CF7/8"                        | 50                    | 0,82       | 81     | 0,71                          | 1,36                          |                               | 28                        | PEF          |
| CF7/8"                        | 60                    | 0,82       | 68     | 0,69                          | 1,33                          |                               | 28                        | PEF          |
| CF7/8"                        | 75                    | 0,82       | 54     | 0,69                          | 1,33                          |                               | 28                        | PEF          |
| CT 50/20 foam                 | 50                    | 0,8        |        | 2,33                          |                               |                               | 10,3                      |              |
| CX2/6                         | 50                    | 0,63       | 97     | 2,8                           | 5,3                           |                               |                           | PE           |
| CX4/12                        | 50                    | 0,63       | 97     | 1,52                          | 2,9                           |                               |                           | PE           |
| Ecoflex 10                    | 50                    | 0,85       | 78     | 2                             | 4                             | 8,9                           | 10,2                      | PE           |
| Ecoflex 15                    | 50                    | 0,86       | 77     | 1.7                           | 2,81                          | 6,1                           | 14,6                      | PE           |
| HCF1/2                        | 50                    | 0,75       | 85     | 2                             | 3,7                           |                               | 13,5                      | PEF          |
| Heliax 1/2 andrew             | 50                    | 0,88       | 75     | 1,24                          |                               |                               | 16,7                      |              |
| HFE1,5/6,5                    | 60                    | 0,66       | 84     | 3,5                           | 6,6                           |                               | 8,8                       | PE           |
| H100                          | 50                    | 0,84       | 80     | 2,1                           |                               | 8,4                           | 9,8                       | PEA          |
| H155                          | 50                    | 0,79       | 92     | 3,4                           | 9,4                           |                               | 5,4                       | PEF          |
| H500                          | 50                    | 0,81       | 82     | 4,1                           | 8,7                           | 9,8                           | 7                         | PEF          |
| H1000                         | 50                    | 0,83       |        |                               |                               |                               | 10,3                      |              |
| H2000                         | 50                    | 0,799      | 81,6   | 2,2                           |                               |                               | 10,3                      | PEF          |
| LCF1/2"                       | 50                    | 0,87       | 76     | 1,23                          | 2,3                           |                               | 16                        | PEF          |
| LCF7/8                        | 50                    | 0,87       | 76     | 0,66                          | 1,25                          |                               | 28                        | PEF          |
| LDF4/50A                      | 50                    | 0,88       | 77,1   |                               |                               | 5                             | 16                        |              |
| 3/8"                          | 50                    | 0,79       |        | 3,85                          | 8,05                          | 10,3                          |                           |              |
| RT 50/20                      | 50                    | 0,82       | 81     |                               | 4,4                           | 9,3                           |                           |              |
| TU-165                        | 50                    | 0,7        | 95     |                               |                               | 41                            | 2,19                      | T            |
| TU-300                        | 50                    | 0,7        | 95     |                               |                               | 25                            | 3,58                      | T            |
| TU-545                        | 50                    | 0,7        | 95     |                               |                               | 14                            | 6,35                      | T            |
| UltraFlex 7                   | 50                    | 0,83       |        | 3                             | 6,9                           | 12,3                          | 7,3                       |              |
| UltraFlex 10                  | 50                    | 0,83       | 78     | 2                             | 4,8                           | 8,7                           | 10,3                      |              |
| M&P UltraFlex 7               | 50 ±3                 | .83        | 75 ±2  | 3                             | 5.8                           | 11.8                          | 7.3 ±.15                  | FPE          |
| M&P UltraFlex 10              | 50 ±3                 | .83        | 78 ±2  | 2.14                          | 3.93                          | 8.31                          | 10.3 ±.15                 | FPE          |
| M&P UltraFlex 13              | 50 ±3                 | .83        | 78 ±2  | 1.46                          | 2.81                          | 5.94                          | 12.7 ±.15                 | FPE          |
| M&P Broad-Pro 50C             | 50 ±3                 | .85        | 74 ±2  | 1.93                          | 3.6                           | 7.5                           | 10.3 ±.15                 | FPE          |
| M&P Broad-Pro 50C Dble Jacket | 50 ±3                 | .85        | 74 ±2  | 1.93                          | 3.6                           | 7.5                           | 12.4 ±.2                  | FPE          |
| M&P Airborne 5                | 50 ±3                 | .85        | 76 ±2  | 5.42                          | 9.45                          | 18.38                         | 5 ±.15                    | FPE          |
| M&P Airborne 10               | 50 ±3                 | .87        | 74 ±2  | 1.93                          | 3.52                          | 7.2                           | 10.3 ±.15                 | FPE          |